# 1999 CJ119
1999 CJ119, também escrito como 1999 CJ119, é um objeto transnetuniano (TNO) que está localizado no cinturão de Kuiper, uma região do Sistema Solar. Este corpo celeste é classificado como um cubewano. Ele possui uma magnitude absoluta (H) de 7,4 e, tem um diâmetro estimado com cerca de 146 km, por isso é pouco provável que possa ser classificado como um planeta anão, devido ao seu tamanho relativamente pequeno.

## Descoberta
1999 CJ119 foi descoberto no dia 11 de fevereiro de 1999 pelos astrônomos C. A. Trujillo, D. C. Jewitt e J. X. Luu.

## Órbita
A órbita de 1999 CJ119 tem uma excentricidade de 0.072 e possui um semieixo maior de 45.589 UA. O seu periélio leva o mesmo a uma distância de 42.312 UA em relação ao Sol e seu afélio a 48.866.